# Aleuritopteris punethae
Aleuritopteris punethae är en kantbräkenväxtart som beskrevs av Kholia, Bhakuni och R.Punetha. Aleuritopteris punethae ingår i släktet Aleuritopteris och familjen Pteridaceae. Inga underarter finns listade.